# Liutpert
Liutpert, död 702, var kung av det langobardiska riket mellan 700 och 702. 